# Tanarthrus brevipennis
Tanarthrus brevipennis är en skalbaggsart som beskrevs av Thomas Casey 1895. Tanarthrus brevipennis ingår i släktet Tanarthrus och familjen kvickbaggar. Inga underarter finns listade i Catalogue of Life.